# 이의동 길마재 줄다리기
이의동 길마재 줄다리기는 대한민국 경기도 수원시 영통구 이의동 길마재 지역에서 행해지는 줄다리기이다. 2003년 11월 27일 수원시의 향토유적 제10호로 지정되었다.

## 개요
영통구 이의동 길마재마을과 용인시 수지면 상현리 독바위마을 사람들이 오래 전부터 전승해 오던 민속놀이로서 3년에 한 번씩 정월대보름 다음날 밤 모든 마을사람들이 나와 어른 남자는 동쪽 줄(숫줄)에, 여자나 총각 및 어린이는 서쪽 줄(암줄)에 자리 잡고 줄다리기를 시작한다. 결과는 항상 서쪽 편이 이기게 되는데 그래야 풍년이 들고 마을에 나쁜 일이 생기지 않는다고 믿기 때문이다. 우리의 전통적인 대표적 줄다리기 풍습이다.